# Drymophila ochropyga
El tiluchí culipardo o tiluchí de lomo ocre (Drymophila  ochropyga) es una especie de ave paseriforme de la familia Thamnophilidae perteneciente al género Drymophila. Es endémico de la mata atlántica del sureste de Brasil.

## Distribución y hábitat
Se distribuye en el sureste de Brasil, desde el centro y sureste de Bahía, este de Minas Gerais y Espírito Santo hacia el sur hasta el este de São Paulo, este de Paraná y este de Santa Catarina.
Esta especie es considerada localmente bastante común en su hábitat natural: el sotobosque dominado por bambuzales en bosques montanos húmedos, bordes y clareras, principalmente entre los 600 y los 1500 m de altitud. Puede ser simpátrico con los tiluchíes colorado (Drymophila rubricollis), colirrufo (D. genei) y herrumbroso (D. ferruginea).

## Estado de conservación
El tiluchí culipardo ha sido calificado como casi amenazado por la Unión Internacional para la Conservación de la Naturaleza (IUCN) debido a que se encuentra dentro de un área relativamente pequeña, y a la sospecha de que su población, todavía no cuantificada, se encuentre en decadencia moderadamente rápida por causa de la continua presión humana sobre su hábitat.

## Sistemática

### Descripción original
La especie D. ochropyga fue descrita por primera vez por el ornitólogo austríaco Carl Eduard Hellmayr en 1906 bajo el nombre científico Formicivora ochropyga; la localidad tipo es: «Ipanema, São Paulo, Brasil».

### Etimología
El nombre genérico femenino «Drymophila» proviene del griego «drumos»: bosque, bosquecillo, soto y «philos»: amante; significando «amante del sotobosque»; y el nombre de la especie «ochropyga», proviene del griego «ōkhros»: ocre y «pugos»: de rabadilla; significando «de rabadilla ocre».

### Taxonomía
Es pariente próxima a Drymophila genei, las dos son consideradas especies hermanas. Es monotípica.